# 牧野裕夢
牧野 裕夢（まきの ひろむ、1998年〈平成10年〉4月11日 - ）は、日本のサッカー選手・俳優。岩手県釜石市出身、埼玉県育ち。男性。身長182cm。体重80kg。おひつじ座。寅年。スリーサイズ B：100cm／W：78cm／H：95cm。靴サイズ27.5cm。血液型A型。声域テノール、音域low G〜mid F。青森山田高等学校（サッカー特待生）卒業。城西大学経営学部卒業。
2021年04月01日より、芸能事務所Dreave's（ドリーヴス）所属。サッカー選手から俳優に転向。
サッカー選手としての所属は、柏レイソル→グランデFC→青森山田高等学校サッカー部→城西大学サッカー部と変遷。

## 特技・趣味
特技はサッカー。歴20年。3歳から大学まで継続。大学時代は埼玉県大学サッカーリーグ1部に所属。ポジションはFW（フォワード）、MF（ミッドフィルダー）、SB（サイドバック）。
サッカー以外の特技は運動・スポーツ全般、ラグビー（社会人ラガーマンだった祖父の影響）、津軽弁（青森山田高等学校での寮生活の影響）アメンボ（体幹トレーニング）、胸筋ルーレット、料理など。
趣味は筋トレ、ペットと戯れること、神社仏閣巡り、温泉巡り、日の出参り。習得中の技能はダンス、殺陣、ボイトレ。座右の銘は「結果を作り出すのはプロセス」。

## 大会実績
- 第96回 全国高等学校サッカー選手権大会（2017年）　優勝[1]
- 全日本少年サッカー大会（現・JFA 全日本U-12サッカー選手権大会）に柏レイソルのチームメンバーとして出場するなどして、日本3位を3回達成[1]

## 保有資格
- JFA（日本サッカー協会）公認　3級審判員[1]
- JFA（日本サッカー協会）公認　C級コーチライセンス[1]
- 普通自動車第一種運転免許[1]

## 出演
太字は主演

### ドラマ
- 今野敏サスペンス 機捜235III（2022年5月16日、テレビ東京、監督：児玉宜久） - 金髪の逃走犯／有川 役[1][2][3]
- ナンバMG5 （2022年、フジテレビ、監督：本広克行）- 埼玉沼田工業高ヘッド／田沼（第7話） 役、市松高校2年火野グループ／バンドウ 役[1][2][3][4]
- ●●ちゃん 最終話（2023年10月23日、朝日放送テレビ、監督：塚本連平） - 筋肉質のアンケート男 役[1][2]
- 差出人は、誰ですか？ 第9話（2023年10月25日、TBS、監督：宮﨑萌加） - サッカーユース長友 役[1][2][3]
- イミコワ考察ミステリー 不気味な答え 第10話（2023年12月23日、テレビ朝日） - 岡田幸介 役[1][3]
- 顔（2024年1月3日、テレビ朝日、監督：藤田明二） - 男B 役[1]
- 白暮のクロニクル 第9話（2024年4月26日、WOWOW、監督：中川和博） - 杉江寿 役[1]

### 映画
- Love song（2023年10月20日、監督：児玉宜久） - 井原／石田組組員 役[1][2][3][4]
- 翔んで埼玉 〜琵琶湖より愛をこめて〜（2023年11月23日、監督：武内英樹） - 埼玉の地元大学生 役[1][2][3]

### バラエティ番組
- かまいたちのアイツが俺に火をつけた（2022年6月5日、日本テレビ） - 明大サッカー部チームメイト 役[1][2]
- お願い!ランキング present's そだてれび『人生が変わる、シン・時代劇オーディション「真剣 SHINKEN」』（2024年、テレビ朝日）[8]

### CM
- 少しでも早く、サッカー編（～2022年3月17日、日本HP）[1][2][3]
- モンスターハンターライズ　マツケン・サンブレイク篇（～2022年6月29日、カプコン） - ラッパー 役[1][2]
- ユニフォーム店頭POP（2023年、プーマ）[1]
- 楽天 みんなのリアクション篇（2023年8月2日 - 2024年7月31日、楽天） - 美容師 役[1][2]
- ブルーロック BLAZE BATTLE TVCM第三弾 蜂楽篇（2023年11月1日 - 2024年10月30日） - ディフェンダー 役[1][9] ※山田涼介と共演[9]
- raytrek「CG不可能」篇（2024年4月7日 - 2025年4月6日）[1][10] - 合成俳優 役
- ファンタ学園「3年J組 超人先生」（『呪術廻戦』第27巻発売記念コラボレーション、2024年7月4日 - ） - 主演・高羽史彦 役[1][11] ※村田凪らと共演
- 旭化成 はみだせ！うみだせ！旭化成「熱すぎる内川」篇（2025年3月13日 - ） - 内川 役[12] ※中島歩、安井順平と共演

### 舞台
- 家庭教師ヒットマンREBORN! the STAGE -episode of FUTURE-　前篇（2021年、原作：天野明、演出・脚本：丸尾丸一郎）[1][2][3]
- 家庭教師ヒットマンREBORN! the STAGE -episode of FUTURE-　後篇（2021年、原作：天野明、演出・脚本：丸尾丸一郎）[1][2][3]
- 令和版!!そして龍馬は殺された（2021年、作・演出：泉堅太郎、企画・製作：時来組、主催：神田時来組） - 中村半次郎 役[1][13][14]
- ミステリークレイフィッシュ（2022年11月24日 - 27日、原作：飯田譲治、脚本・演出：鳳恵弥） - 岸和田和彦 役[1][15]
- ブルーロック（2023年5月4日 - 7日〈大阪〉／11日 - 14日〈東京〉、原作：金城宗幸、作画：ノ村優介、脚本・演出：伊勢直弘） - 大川響鬼 役ほか[1][2][16]
- てっちゃんの写真館（2023年6月22日 - 25日、脚本・演出：穴吹一郎、演出：鳳恵弥） - 斉藤健太 役[1][17]
- ブルーロック 2nd STAGE（2024年1月18日 - 21日〈京都〉／1月25日 - 31日〈東京〉、原作：金城宗幸、作画：ノ村優介、脚本・演出：伊勢直弘） - ブルーロックマン 役ほか[1][3][18]
- ブルーロック 3rd STAGE（2024年8月9日 - 12日〈大阪〉／1月17日 - 25日〈東京〉、原作：金城宗幸、作画：ノ村優介、脚本・演出：伊勢直弘） - アダム・ブレイク 役[1][19]

### その他（サッカー指導など）
- ブルーロック BLAZE BATTLE〈ブレバト〉　TVCM第三弾 蜂楽篇（2023年11月1日 - 2024年10月30日、YouTube、ブルーロック『BLAZE BATTLE』公式〈@BLUELOCK_BLAZE〉） - 主演・山田涼介へのサッカー指導[1]
- ブルーロック（2023年5月4日 - 7日〈大阪〉／11日 - 14日〈東京〉、原作：金城宗幸、作画：ノ村優介、脚本・演出：伊勢直弘） - サッカー指導[1][16]
- ブルーロック 2nd STAGE（2024年1月18日 - 21日〈京都〉／1月25日 - 31日〈東京〉、原作：金城宗幸、作画：ノ村優介、脚本・演出：伊勢直弘） - サッカー指導[1][18]
- ブルーロック 3rd STAGE（2024年8月9日 - 12日〈大阪〉／1月17日 - 25日〈東京〉、原作：金城宗幸、作画：ノ村優介、脚本・演出：伊勢直弘） - サッカー指導[1][19]